# Carl’s Corner
Carl’s Corner város az USA Texas államában, Hill megyében. Lakosainak száma 201 fő (2020. április 1.).

## Népesség
A település népességének változása:
| Lakosok száma | 134  | 173  | 201  |
|               | 2000 | 2010 | 2020 |